# Praia da Angrinha
Praia da Angrinha e Castelo São João do Arade

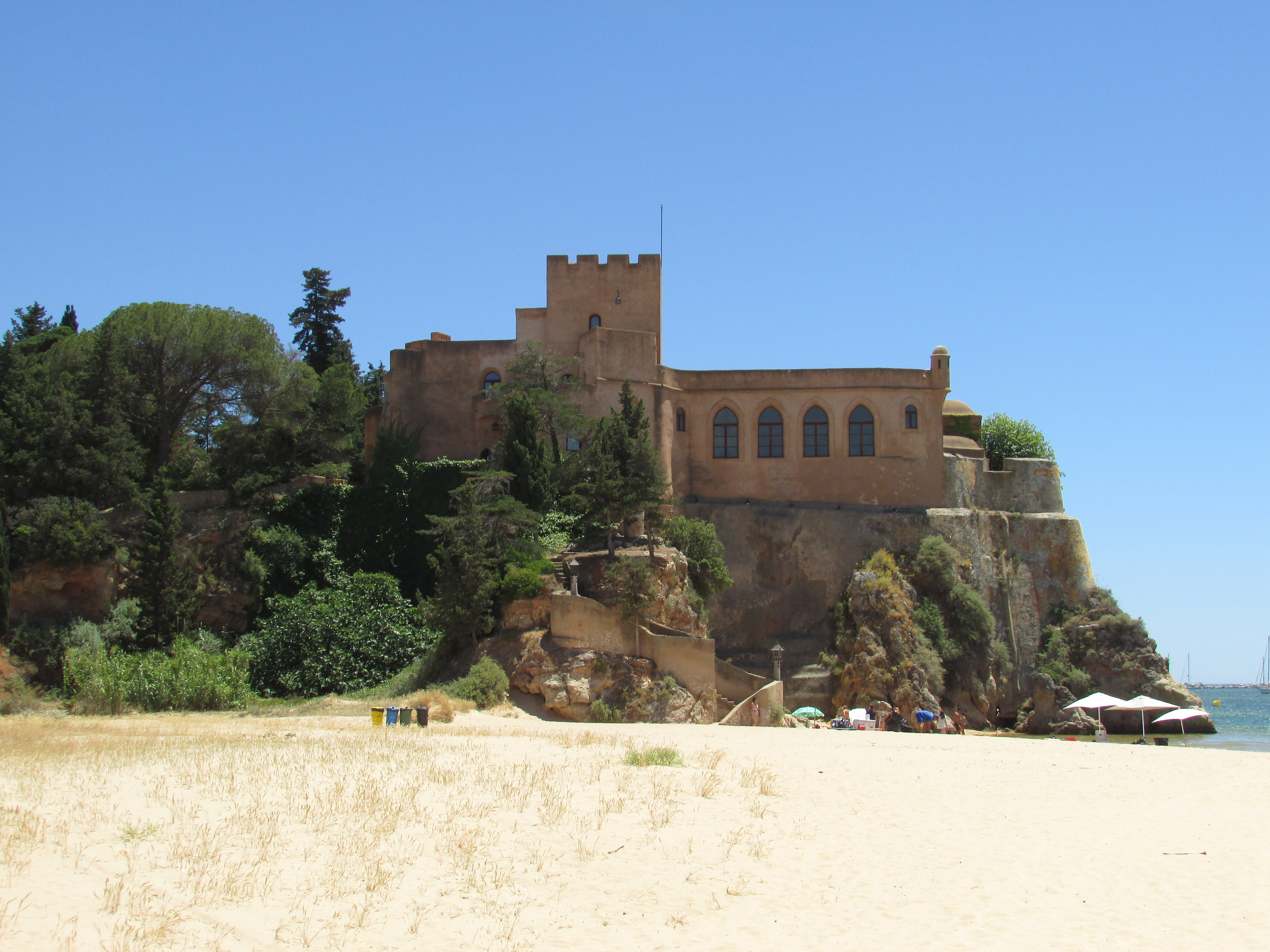
Praia da Angrinha

A Praia da Angrinha situa-se em pleno estuário do Rio Arade, aos pés de Ferragudo, município de Lagoa.
O principal acesso ao areal está alinhado com a abertura dos grandes molhes do Arade, avistando-se junto ao molhe Poente, já na marina de Portimão, uma profusão de mastros e triângulos brancos. O areal é amplo, enquadrado por uma linha de arribas muito desgastadas e corroídas pelos elementos. As paredes rochosas fazem-se revestir por muita vegetação, sobretudo plantas adaptadas à salsugem como a barrilha e a salgadeira, ou plantas típicas das dunas, como o trevo-de-creta, que colonizam as pequenas cavidades rochosas onde se acumula areia.
A norte do Forte de São João do Arade , que em conjunto com a Fortaleza de Santa Catarina, na outra margem do rio, garantia a defesa do estuário, onde surge o areal da Angrinha, cuja configuração muda ao sabor da foz da ribeira que ali desagua. Esta é uma pequena praia que possui uma povoação de tradição piscatória, que se debruça em varandas brancas sobre a margem nascente do Rio Arade.
A Praia da Angrinha passou a dispor desde 2022 de um Parque de Street Workout.